# بهار نارنج

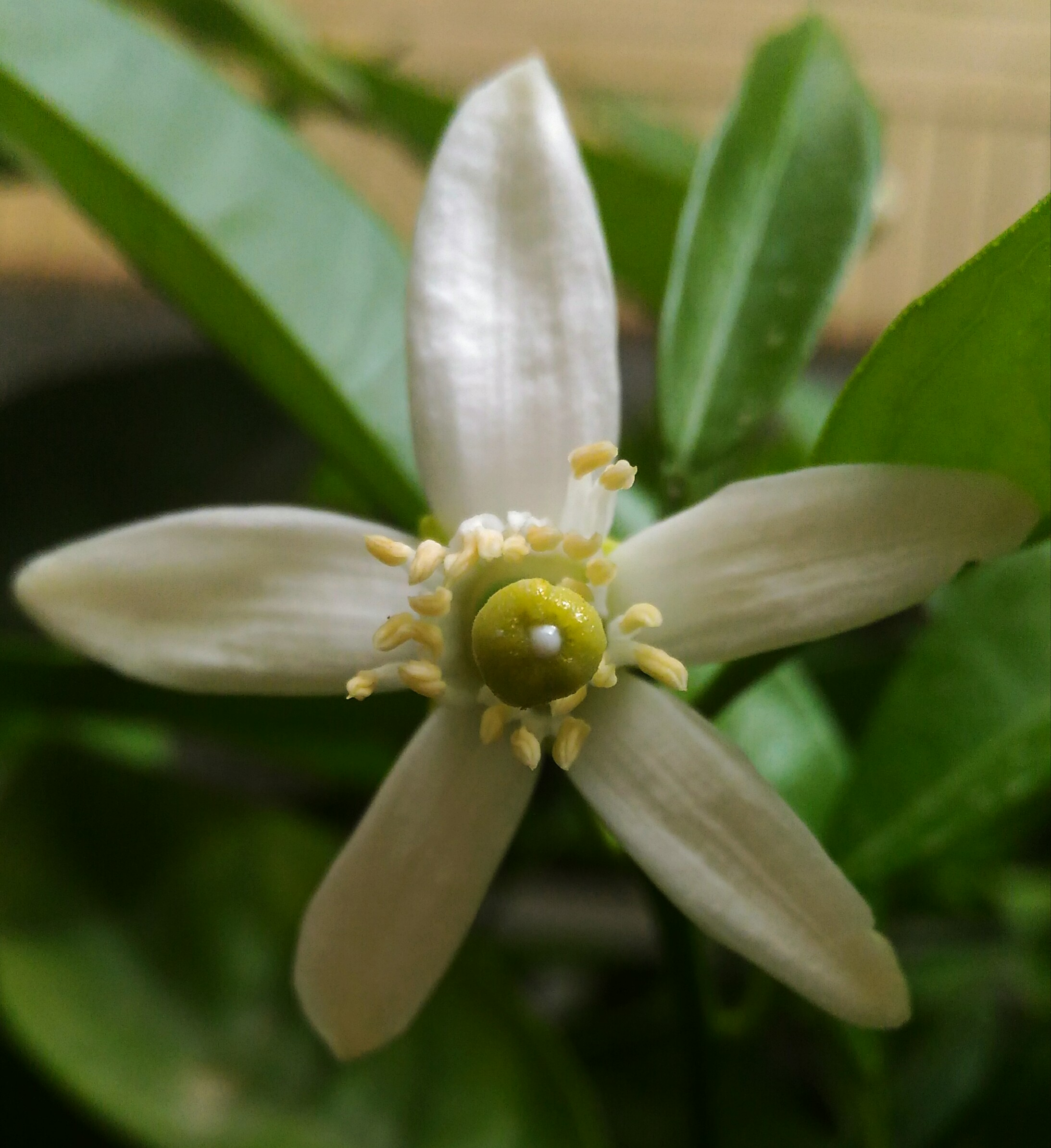
گل نارنج (بهارنارنج)

بهار نارنج شکوفه درخت نارنج است که در عطرسازی و ساختن اسانس، انواع نوشیدنی‌های فصلی و عرقیجات و تهیه مربا، گز، سوهان و … کاربرد بسیار دارد. از بهار نارنج در ایران استفاده‌های صنعتی بسیاری می‌شود.

## در ایران

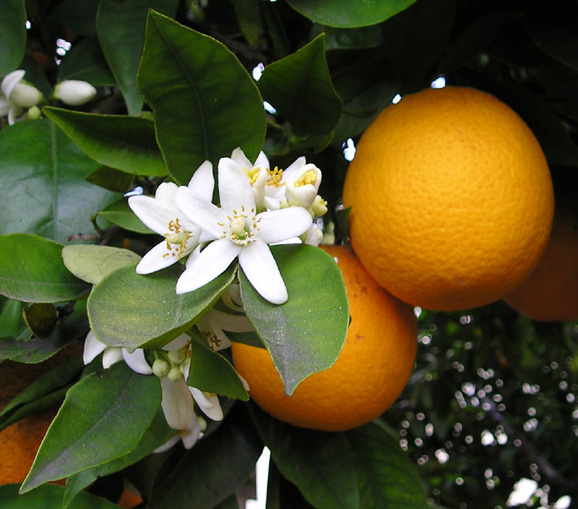
شکوفه نارنج (بهارنارنج)

در ایران شهرهای بابل و شیراز به شهر بهارنارنج معروف هستند. گردشگران در این شهر عطر بهارنارنج را به عنوان یکی از جاذبه‌های آن تجربه می‌نمایند. نارنج شاید پرشمارترین درختی باشد که در شیراز می‌توان یافت، درختی که در میان بلوارها، حاشیه خیابان‌ها، در حیاط خانه‌ها و باغ‌ها دیده می‌شود و عجب اینکه این درخت همیشه سبز است. در شیراز از برگ نارنج برای بردن بوی دست‌ها نیز استفاده می‌شود. برگ این درخت، را برای دقایقی به دست‌ها می‌مالند و بدون آنکه بشویند، اجازه می‌دهند افشرده آن بر دست خشک شود تا بوی موادی نظیر بنزین و نفت، از دست‌ها زائل شود.

این بیت معروف صورتگر، شاعر شیرازی هم مصداق همین‌موضوع است:
نازم هوای فارس که از اعتدال آن، بادام بن، شکوفه مه بهمن آورد…

## موارد استفاده
از بهار نارنج عرق تهیه می‌شود. بهار نارنج به دلیل اثرات آرام‌بخش ملایم بر سیستم عصبی، برای کاهش اضطراب و بی‌خوابی مورد استفاده قرار می‌گرفته است. دم‌نوش آن نیز برای ناراحتی خفیف معده و به عنوان کمک به هضم غذا کاربرد داشته است.

## نگارخانه

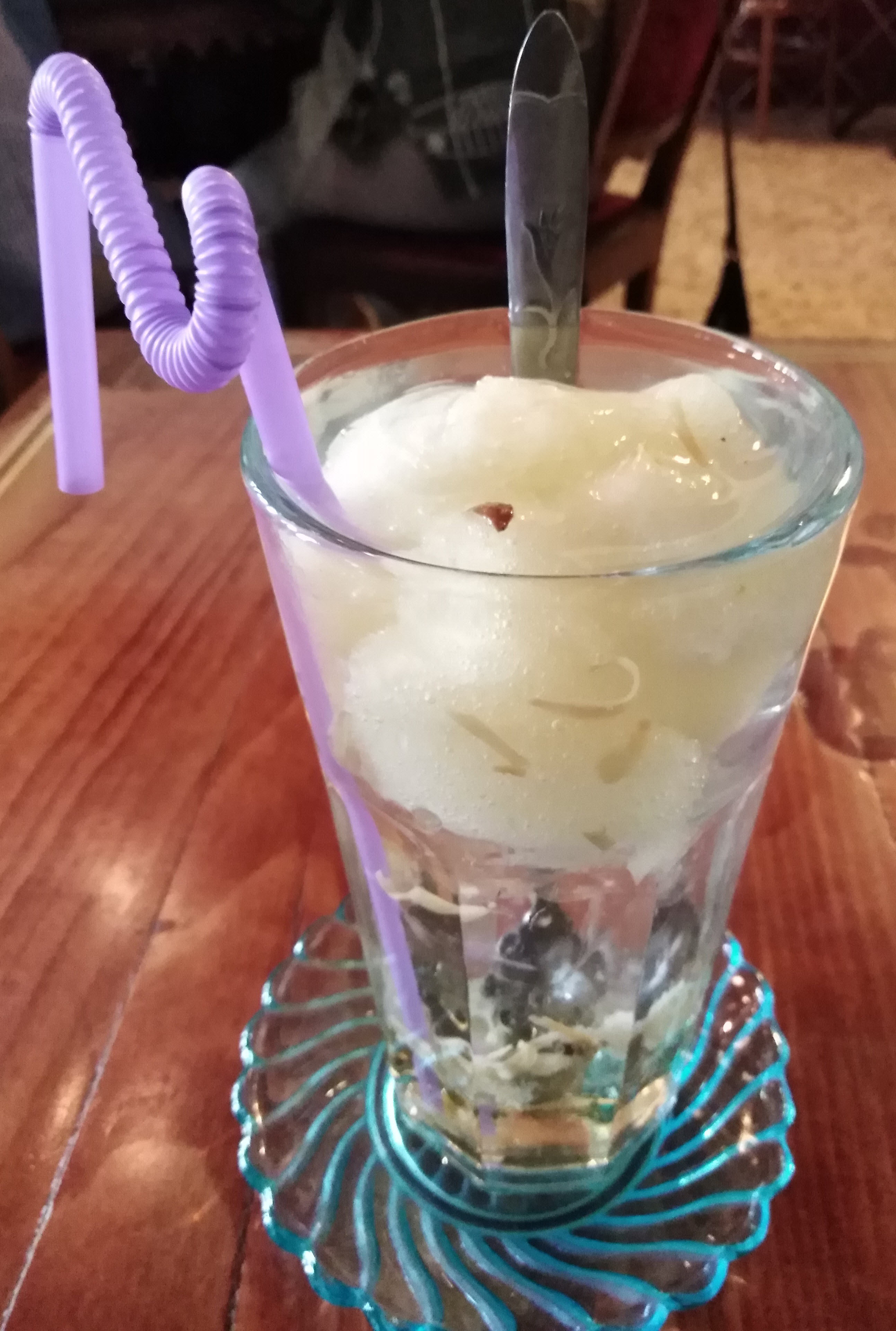
شربت بهار نارنج.